# Greca

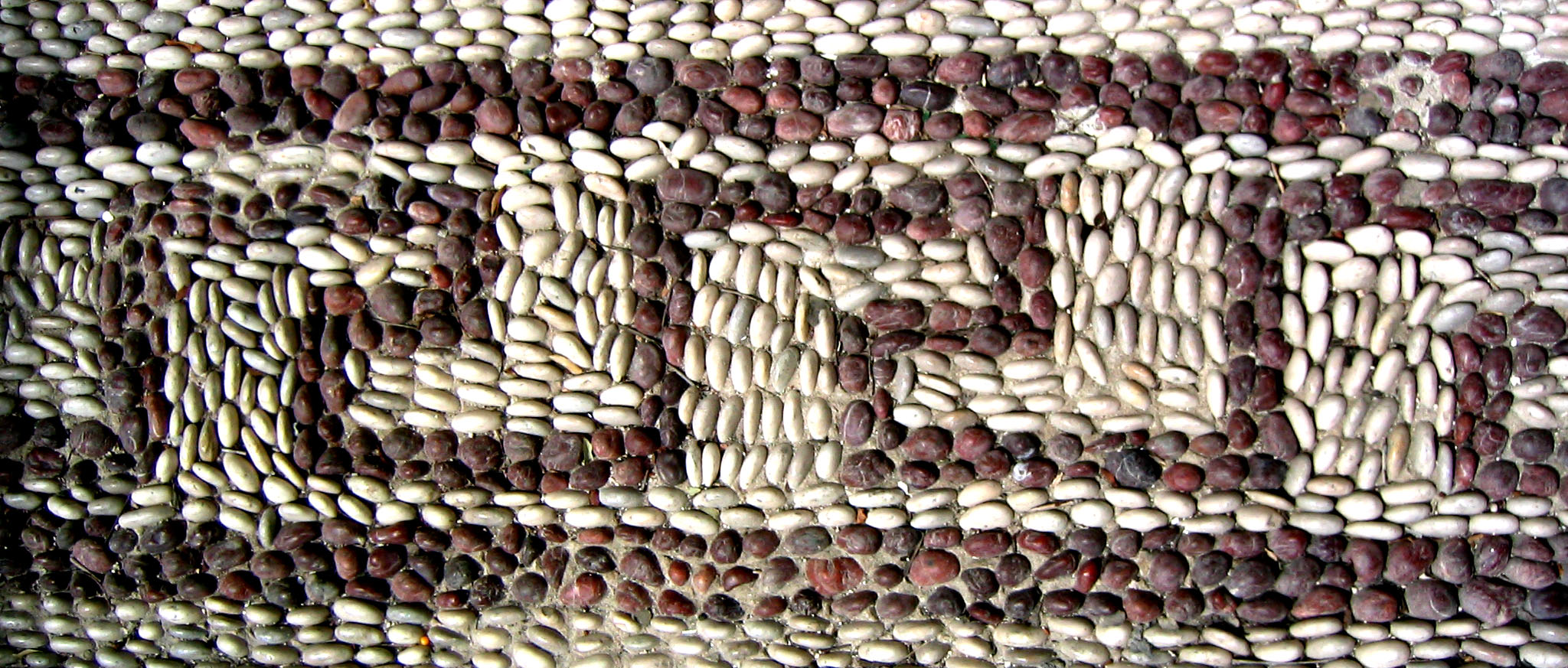
Meandro en las calles de Rodas

Una greca (en latín: graeca) es un ornamento que consiste en:
- Franjas donde se repite un mismo motivo. Se usaban en Grecia como ornamentos, tanto en arquitectura como sobre utensilios de cerámica, y probablemente también en el vestido. De allí su nombre. Sin embargo, se las encuentra también en la arquitectura egipcia y asiria, así como en la iconografía  mixteca y mochica.
- Una faja más o menos ancha en forma de cadena por la continua repetición de un mismo dibujo.
- Líneas o listas que van tomando diversas direcciones, especialmente aquellas que forman siempre ángulos rectos.
- Es una especie de cuadro en el que su contenido es un mismo dibujo realizado muchas veces.

Ha tomado el nombre por considerarse este adorno originario de la arquitectura griega, aunque cabe destacar que su nombre original en dicha cultura es el de Méandro (Μαίανδρος). El meandro es un ornamento griego que se compone de una U encadenada mientras que dibuja un trazado más complejo incluyendo una retroalimentación al volver.